# Кастел Кампањано
Кастел Кампањано је насеље у Италији у округу Казерта, региону Кампанија.
Према процени из 2011. у насељу је живело 604 становника. Насеље се налази на надморској висини од 45 м.

## Становништво
| 1951. | 1961. | 1971. | 1981. | 1991. | 2001. | 2011. |
| ----- | ----- | ----- | ----- | ----- | ----- | ----- |
| 2.363 | 2.048 | 1.673 | 1.636 | 1.642 | 1.632 | 1.608 |